# Uzunlarsko jezero
Uzunlarsko jezero (rus. Узунла́рское о́зеро, ukr. Узунларське озеро, krim. tat. Uzunlar gölü) slano je jezero na jugu Kerčkog poluotoka u Lenjinskom rajonu na Krimu. Jezero pripada Kerčkoj skupini jezera i šesto je po veličini jezero na Krimu.
Slano Kojaško jezero nalazi se na istoku, a obala Crnog mora na jugu. Mar'ivka je najbliže selo prema istoku.

## Vanjske poveznice
|  | Zajednički poslužitelj ima još gradiva o temi Uzunlarsko jezero |